# Synidotea muricata
Synidotea muricata is een pissebed uit de familie Idoteidae. De wetenschappelijke naam van de soort is voor het eerst geldig gepubliceerd in 1877 door Harford.